# 德陽君
德陽君（덕양군，1524年10月21日—1581年7月22日），本名李岐（이기），字伯高，是朝鮮王朝中宗李懌的庶五子及第八子，生母為淑儀李氏，妻安東權氏。卒諡靖僖。

## 生平
李岐於九歲時受封。兒時因母早逝而得中宗憐憫。
仁宗及明宗時期，對他非常友愛。並使其兼管宗親府宗簿寺司饔院及文昭等職，世襲兩朝的事務直到宣祖年間，因此他的身分尤其尊貴且備受禮遇。且李岐的福祿之多，並非其餘兄弟王子或諸侯可以所及。李岐去世後，宮裡內外紛紛震悼。朝廷與坊間市集皆停罷三日，許多日都進素食替他服喪。他的喪葬事宜皆由許多官員處理。除了有許多賻儀外，更將他加以賞賜。李岐天性質醇，待人處事方面，韜光養晦。也不見其有驕傲氣色。一生當中大致平安，身無疾病，又善於飮食。擅長音樂，每天早晨起居之外，也會觀賞射釣。惟日忘倦。佳節時必會飲酒作樂，歡暢不已。

## 家庭
- 夫人: 安東權氏（1521－1593），戶曹判書權纘之女，封永嘉郡夫人。
  - 嫡長子：李宗麟（1538－1611），封豐山君。
  - 嫡長媳：羅州朴氏（1542－1594），廣州牧使朴諫之女。
    - 嫡長孫: 李瞻（1554－1599），龜城都正，無子。
    - 嫡次孫: 李睟（1569－1645），龜川副正。

  - 庶長子: 名為希麟（1563-1588），為豐城守。
  - 庶長媳為觀象監正鄭純裒女。
  - 庶次子: 名為命麟，丰川都正。
  - 庶次媳: 為知中樞府事成世章女。
  - 庶三子：名為季麟，丰海君。